# Brécé
Brécé is een gemeente in het Franse departement Ille-et-Vilaine (regio Bretagne). De plaats maakt deel uit van het arrondissement Rennes. Brécé telde op 1 januari 2022 2.185 inwoners.

## Geografie
De oppervlakte van Brécé bedroeg op 1 januari 2022 7,16 vierkante kilometer; de bevolkingsdichtheid was toen 305,2 inwoners per km².

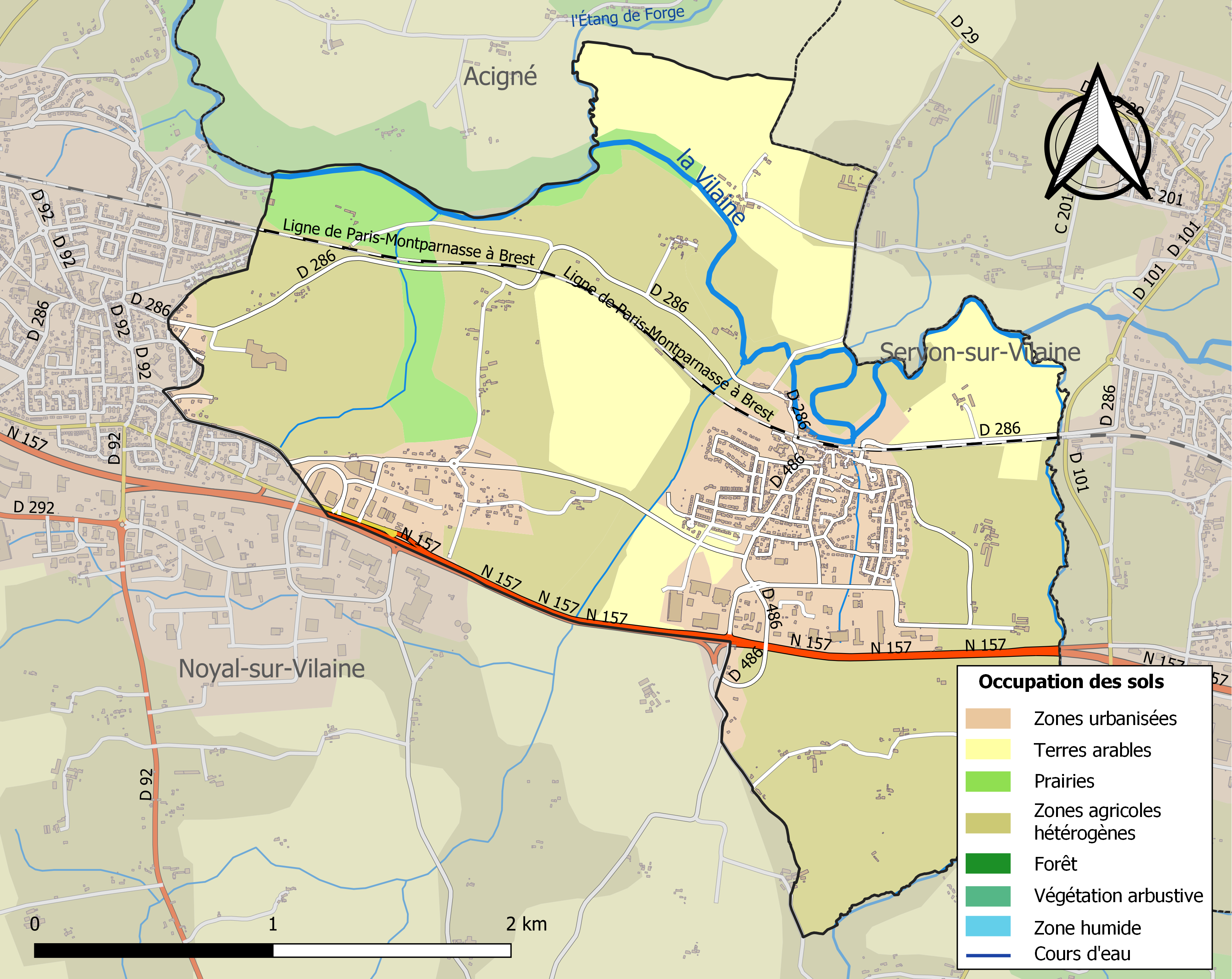
Kaart van de gemeente met belangrijkste infrastructuur, bodemgebruik en omliggende gemeenten

## Demografie
Onderstaande figuur toont het verloop van het inwonertal (bron: INSEE-tellingen).